# Gunnar Staalesen
Gunnar Staalesen (Bergen, 16 de octubre de 1947) es un escritor, funcionario y filólogo noruego de novela policíaca, famoso por sus novelas del detective de Bergen Varg Veum, antiguo trabajador de la oficina da protección a la infancia.
Estudió filología francesa e inglesa y literatura comparada en la Universidad de Bergen, trabajó en Den Nationale Scene, publicó su primera novela en 1969 y ha recibido varios premios literarios. Vive con su familia en Bergen. 

## Obra
- 1969,  Uskyldstider – novela
- 1971,  Fortellingen om Barbara – novela
- 1975, Rygg i rand, to i spann – novela policial
- 1976, Mannen som hatet julenisser – novela policial
- 1977, Bukken til havresekken – novela policial
- 1978, Den femte passasjeren – novela policial
- 1979, Din til døden – novela polician
- 1980,  Tornerose sov i hundre år – novela policial
- 1981, Kvinnen i kjøleskapet – novela policial
- 1983, I mørket er alle ulver grå – novela policial
- 1985, Hekseringen – relatos
- 1986, Knut Gribb tar Bergenstoget – novela policial
- 1988, Svarte får – novela policial
- 1989, Falne engler – novela policial
- 1991, Bitre blomster – novela policial
- 1993, Varg Veums Bergen - En annerledes Bergensguide
- 1993, Dødelig Madonna
- 1991, Begravde hunder biter ikke – novela policial
- 1995, Skriften på veggen
- 1996, Amalie Skrams verden
- 1996, De døde har det godt
- 1997,  1900. Morgenrød
- 1998, 1950. High Noon
- 2000, 1999. Aftensang
- 2002, Som i et speil
- 2004, Ansikt til ansikt
- 2006, Dødens drabanter